# Ґоур Ґовінда свамі
Ґоур Ґовінда Свамі (ім'я при народженні — Браджаба́ндгу Ґірі; 2 вересня 1929 р., Орісса — 9 лютого 1996 р., Маяпур) — індуїстський вайшнавский релігійний діяч, проповідник і письменник. Учень Бгактіведанти Свамі Прабгупади. У Міжнародному товаристві свідомості Крішни його шанують як святого.
Щоби здобути освіту в університеті він сам займався вечорами, щоб скласти іспити екстерном. Так він отримав ступінь бакалавра гуманітарних наук.
Щоб утримувати сім'ю, працював учителем у місцевій школі. Під час шкільних канікул разом з дружиною вирушав у Гімалаї.